# Стрејтвошинг
Стрејтвошинг (прев. стрејт прање) који се такође назива хетвошинг (прев. хетеро прање) представља приказивање ЛГБ (лезбијки, геј, бисексуалаца) или на неки други начин квир ликова у фикцији као хетеросексуалних (стрејт), што чини да ЛГБ особе изгледају хетеросексуално. Термин такође означава мењање информација о историјским личностима како би њихова репрезентација била у складу са хетеронормативношћу. 
Стрејтвошинг се најистакнутије види у делима фикције, посебно на телевизији и у биоскопу, при чему су ликови који су првобитно приказани као хомосексуалци, бисексуалци или асексуалци погрешно представљени као хетеросексуалци.
Стрејтвошинг је релативно савремен термин који се последњих година све више користи и признаје. Упркос све већој присутности квир ликова и прича на телевизији, и даље постоји забринутост око брисања квир ликова и прича. Уобичајена оправдања за стрејтвошинг укључују „забринутост произвођача у вези са реакцијама публике и друштвеним нормама и стереотипима у вези са прихватљивим облицима квир културе“.

## Етимологија
Етимолошки, стрејтвошинг је изведен из израза вајтвошинг, који алудира на „и цензуру и међусобну везу са дискриминацијом са којом се суочавају људи боје коже”.
Стрејтвошинг се разликује од употребе стрејт глумаца да играју ЛГБ улоге или ликове. Ана Кинг из Тајм Аут ово последње упоређује са блекфејсом, употребом тамне шминке (често од стране белих глумаца) коју носе да опонашају изглед црних особа, која се често користи за ругање или исмевање црних људи.

## У фикцији
Драгош Манеа прави разлику између промене квир лика у фикцији у стрејт лик, ублажавања квир аспеката лика како би лик био прихватљивији за хетеросексуалну публику, уклањања квир референци са маркетиншких постера или омота ДВД-а и промене приказа целих квир култура или друштава у хетеросексуалну верзију.

### Филм
У фикцији, пракса стрејтвошинга посебно је примећена у сценаријима заснованим на стриповима. Икс-Мен лик Мистик је у стриповима приказана као бисексуалка, али у филмовима је приказана као стрејт. У оквиру стрипова које је објавио Марвел Комикс, Мистик је имала романтичне односе и са мушким и са женским ликовима. Њена најистакнутија веза била је са Дестини, женском „колегиницом из Братства злих мутаната са којом је одгајала дете“. У филмовима Икс-Мен које је Фокс 20. века објавила између 2000. и 2019. године, лик Мистик, који су играле Ребека Ромејн (од 2000. до 2011.) и Џенифер Лоренс (од 2011. до 2019.), није имала никакву везу или интересовање за други женски лик.
Филм Стоунвол из 2015. оптужен је за цисвошинг (прев. цис прање) – упоредиви концепт за трансродне особе – због минимализовања улога црнаца и транс активиста укључених у нереде у Стоунволу. 
У чланку Стјуарта Ричарда „Игра имитације и ,стрејтвошинг’ филмова”, о филму Игра кодова, Ричардс наводи да се „геј сексуалност криптографа из Другог светског рата Алана Тјуринга умањује и користи као средство за заплет”, да се он приказује као „трагични херој и ексцентричан, тајновит човек“; „да би филм учинио „безбедним“ за потенцијално конзервативну публику“, те га филм романтично приказује са Џоан Кларк (Кира Најтли).

### Телевизија
Лик Џона Константина, кога тумачи глумац Мет Рајан, из Ен-Би-Си телевизијске серије Константин је критикован због тога што не показује исту сексуалност која је првобитно била написана у Ди-Си серији стрипова, Константин: Паклени блесак. Руководиоци телевизије одлучили су да бисексуалност Џона Константина не буде укључена у ТВ емисију и он је приказан као стрејт мушкарац. Међутим, када је Рајан поновио улогу у Легендама сутрашњице, лик је приказан као бисексуалац.
ТВ серија Ривердејл са телевизијске мреже The CW била је подложна критикама због њиховог приказа једног од главних ликова Џагхеда Џонса (које игра амерички глумац Кол Спроус) као стрејт мушког лика. Према интервјуу за comicbook.com, Чип Здарски, аутор стрипа Џагхед, изјавио је да је Џагхеда написао као асексуалног лика. Многи људи „унутар асексуалне заједнице су узнемирени због развоја ТВ серије Ривердејл на The CW-у".
Ен-Би-Си ТВ драма Rise је критикована јер је променила основу продукције, „стварног геј учитеља драме“ у радничком граду, у стрејт мушкарца; Магазин Аут серију назива „културном крађом и [геј] брисањем“ која је „требало да буде прича о компликованом ЛГБТК хероју“.
Јапанска аниме и манга серија Месечева ратница је добро позната по неколико ЛГБТ+ ликова који су у енглеској верзији коју су направили Ди-Ај-Си и Кловервај, измењени да би се минимизирао њихов идентитет, укључујући геј везу Кунзита (назван Малахит у енглеском преводу) и Зоисите, од којих је потоњи уређено да буде жена, као и лезбијска веза Харуке Теноу као Ратница Уран и Мичиру Каиоу као Ратница Нептун. Такође, неколико превода на друге језике последње сезоне, Звезде, такође је променило Звездане ратнике из Јатена, Сејиа и Таикија, који преузимају дневну улогу као део дечачког бенда, али који се трансформишу у жене када преузму своје херојинске персоне.

### Видео игрице
Игре као што је Близардов World of Warcraft могу се посматрати као квир, пошто су у игри и род и сексуалност колебљиви и прилагодљиви. Међутим, 2010. Близард је почео да „исправља“ многе делове игре уклањањем већине хомосексуалних материјала и механика. Хетеронормативност се може посматрати као кретање ка хомофобији, посебно видљиво у два дела игре која су додата 2010. Први, под именом Shafted,  евокативно на фаличну пенетрацију, даје задатак „упуцати 10 играча са сребрном стријелом“, која је посебан празнични предмет који ствара малог гоблина налик на Купидона који лети око мете.
И предмет и потрага флертују са узбуђењем и анксиозношћу због пенетративног секса, посебно аналног или секса између мушкараца. Други је насловљен Flirting with Disaster (прев. Флертовање са катастрофом) и захтева од играча да се „потпуно разбије, стави свој најбољи парфем, баци шаку латица руже на Сраза [Компјутерског савезника] или Џеремају Пејсона [Компјутерског играча из Хорде] а затим га пољуби. Ујутру ћеш се кајати." Шаљива намера задатка Flirting with Disaster је да мушки аватар пољуби другог мушкарца. Када лик играча пије у игри до те мере да буде „потпуно разбијен", игра замагљује екран играча као да све постаје пијано замућено и нефокусирано. Овом забуном почиње шала да морају да се упусте у неку врсту игре „геј кукавице“ и да флертују са мушким тооном. „Кајање" које лик играча наводно осећа је хомофобични стид који се оправдава фикцијом пијаног експериментисања или незнања. 
Игра компаније Зинга FrontierVille је „социјална игра са темом дивљег запада која омогућава корисницима да укроте дивљину, изграде породицу и успешан погранични град“. Зинга омогућава играчима да стварају виртуелне породице прилагођавањем супружника како би подигли виртуелну породицу. Игра не захтева одређени род за супружника играча, отварајући место за квир могућности. 
Видео игрицу Undertale су „многи писци и фанови стрејвошовали“, што је довело до „избрисања квирности које се налази у Undertale-у и преобликовања игре у игру која одговара интересима хетеросексуалних мушких гејмера“.
Едмонд Чанг, доцент женских и родних студија на Универзитету Орегон, одржао је говор на Универзитету Калифорније у Санта Барбари 2016. године под насловом "Brown Skins, White Avatars: Racebending and Straightwashing in Digital Games" (прев. Браон коже, бели аватари: мењање раса и стрејтвошинг у дигиталним игрицама). чанг тврди да видео игрице као што су Assassin's Creed и World of Warcraft „манипулишу расом и сексуалношћу, подржавају стереотипе и недостаје им разноврсности.”
Хајди Макдоналд је спровела анкету која је статистички поставила BioWare као лидера индустрије у романтичним играма, и геј и стрејт. Романтичан садржај BioWare-а је напредовао као инклузивнијим романсама у задњих 15 година. Жене су више подржавале више квир романси од мушкараца, али је и више од пола мушкараца је ту иницијативу такође подржало.

## У тренутним дешавањима
После терористичког напада у клубу Пулс у Орланду, геј клубу, неки коментатори нису спомињали ЛГБТ+ жртве, те је Републикански национални комитет осудио „насиље према било којој групи људи само због њиховог стила живота или оријентације”, а лидер већине у Сенату Мич Маконел није спомињао ЛГБТ+ особе у својој изјави. Активисти Џон Бекер изјавио је да медији стрејвошују напад и „умањују значај или потпуно игноришу чињеницу да је пуцњава био злочин из мржње према ЛГБТ заједници”.
Током отварања Зимских олимпијских игара 2018, телевизија Ен-Би-Си није „споменула или ставила у фокус ни једног ЛГБТК атлету у своја 3 сата преноса”; мрежа није признала присуство једине „јавно аутоване жене на играма” или прва четири „отворено геј мушкарца на Олимпијским играма”.

Промотивна видео кампања коју је креирала Привредна комора Провинстауна приказује ужурбани ноћни живот града и уметнике, али у реклами се не помиње активна ЛГБТ+ заједница у граду, у ономе што неки ЛГБТ+ активисти називају примером стрејвошинга.
Лот Џефс је критиковала неометање од стране лондонског ЛГБТ+ догађаја поноса, наводећи да је уместо да се фокусира на признавање права квир, транс и нехетеросексуалних особа, прешла на то да ЛГБТ+ догађај учини „пријатним за масе“ и за хетеросексуалне људе који ће присуствовати. Она каже да док велике компаније спонзоришу активности и укључују теме дуге у своје рекламне материјале, оне ангажују директне познате личности да подрже производе и брендове за догађај, уз мало „смелост да користи речи „геј“, „лезбијка“, „ транс“ или „би“ када покажу своју подршку Прајду“.

## Историја
У САД, од 1930. до 1968. године, Кодекс за продукцију филмова је натерао велике студије да елиминишу геј ликове или референце из филмова. Документарни филм Celluloid Closet из 1995. показује како су неки сценаристи и редитељи покушали да користе квир кодирање да суптилно уведу геј ликове, улоге или теме, а да то нису приметили цензори, као што је то урадио Гор Видал који је додао геј везу у филм Бен-Хур. 
Код продукције филмова је такође довео до елиминације приказа бисексуалности у филмској верзији романа Трумана Капотеа Доручак код Тифанија. У књизи је мушки „уметнички жиголо писац“ имао „мушке и женске клијенте“, али у филму се приказује само са Холи Голајтли. Такође, Кодекс је довео до елиминације геј везе у филмској верзији драме Тенесија Вилијамса Мачка на врућем лименом крову. У представи, Брик Полит је приказан као љубавник породичног патријарха по имену Скипер. У филмској верзији из 1958, прича о геј вези је замењена причом о Скиперовој фрустрацији због његове избледеле фудбалске каријере и хетеросексуалног брака без секса.
Историјски извештаји о лезбијкама суфражеткињама Еви Гор-Бут и Естер Ропер у неким случајевима директно испирају њихову сексуалност, а историчар Гифорд Луис пориче да су лезбијке или квир у својим биографијама о њима. Нека писма композитора Петра Иљича Чајковског у којима је изразио своја хомосексуална осећања остала су цензурисана и необјављена до 2018. године.
Њујорк Тајмс је објавио највише два чланка на насловној страни годишње у којима су се спомињали гејеви од краја Другог светског рата до 1965. Није се много побољшао ни у наредних 20 година. Ретко је било шта објављено било позитивно; већина је видела гејеве као безбедносну претњу у време Хладног рата. Gross (2001) је указао на невидљивост хомосексуалаца у овом временском периоду, као и да су њихови проблеми јавно игнорисани.
Године 1981. криза АИДС-а је такође добила мало медијске пажње, чак и са брзим растом стопе смртности. Њујорк Тајмс није помињао СИДУ све до неколико година након избијања и коначно је доспео на насловну страну 1983. Едвард Алвуд (1996), Џејмс Кинсела (1989) и Ренди Шилтс (1987) сви су коментарисали ћутање Тајмса вези са ЛГБТ+ питањима, посебно кризом АИДС-а. Извештавање у Њујорк Тајмсу остало је ретко до средине 1980-их, а затим се драматично повећало. Ова промена у медијима се види као одраз промена у друштву. Смрт Рока Хадсона, изјаве Роналда Регана о АИДС-у 1987. и предлог кампање председника Била Клинтона из 1992. и дебата у Конгресу почетком 1993. о забрани причања о хомосексуалности у војсци, све то је повећало извештавање Тајмса о лезбијским и геј темама.
<nowiki>